# HBC Nantes
Handball Club Nantes is een handbalclub uit het Franse Nantes, Het eerste herenteam van Nantes speelt in de LNH Division 1.

## Europees succes
In 2013 en in 2016 stonden de mannenploeg van HBC Nantes in de finale van de EHF Cup. Beide finale verloren ze. In seizoen 2017/18 behaalde Nantes de Final four finales. In de halve finale wonnen ze van Paris Saint-Germain. In de finale verloren ze van Montpellier.